# Вытяжной сыр
Вытяжно́й сыр (итал. pasta filata — вытянутый сгусток) — сыр, в процессе производства которого применяется особая техника вытягивания и разминания творожной массы в горячей воде, что придаёт сыру характерную волокнистую структуру и эластичность. К группе вытяжных сыров относятся моцарелла, сулугуни, качокавалло, проволоне, чечил, тенили, руло и другие.
Первые этапы производства вытяжного сыра общие с производством других видов сыра. Молоко (обычно коровье или буйволиное) нагревают и створаживают. При производстве вытяжных сыров не применяются традиционные мезофильные стартерные бактерии, которые гибнут при высоких температурах. Вместо них используют закваски на базе термофильных бактерий (Streptococcus thermophilus, Lactobacillus delbrueckii subsp. bulgaricus, Lb. Helveticus и других), либо смесь из термофильных и мезофильных бактерий. После чеддеризации, в процессе которой творожная масса приобретает слоистую структуру, сырную массу вновь измельчают, отцеживают сыворотку и вновь выдерживают. Затем следует термопластификация. Творожную массу замачивают на несколько часов в ванне с очень горячей сывороткой или водой. Когда масса всплывает, жидкость удаляют, а массу перемешивают и растягивают, пока она не приобретёт мягкую, эластичную, тягучую текстуру. Чтобы сырная масса хорошо растягивалась, она должна обладать высокой влажностью и достаточной кислотностью. Готовая расплавленная масса формуется в отдельные сыры. Часто формовка заключается в том, что из массы вытягивают толстую сырную ленту и нарезают её. Фигурные сыры вытягивают тонкими нитями и заплетают или завязывают в узлы. Сформованный сыр немедленно охлаждается.
При производстве моцареллы и подобных сыров процесс завершается формовкой, этот сыр в идеале должен быть съеден в течение нескольких дней. Свежие вытяжные сыры хорошо хранятся в своей сыворотке или в 7-процентном растворе соли из сыворотки. Для других вытяжных сыров, таких как сулугуни, проволоне, качокавалло, скаморца, потребуется дальнейшая обработка — выдержка для созревания, для некоторых сортов засолка или копчение.
Пластичность сырной массы обеспечивает белок казеин, нежность сыру придаёт жир. Вытяжные сыры обычно готовят из цельного молока: сыр из обезжиренного молока после термопластификации становится «резиновым».
В зависимости от способа производства, исходного сырья и региона вытяжные сыры могут иметь цвет от белого до янтарно-жёлтого, жирность от 30 до 50 % в сухом веществе, влажность от 40 до 50 %. Выход в производстве составляет от 9,5 до 11 %.
- Буррата
- Скаморца
- Zopfkäse - плетёный сыр
- Турецкий сыр Zimanê Xesî
- Мексиканский сыр Oaxaca